# Mussoorie
Mussoorie est une ville et une municipalité située dans l’État de l'Uttarakhand en Inde. Contiguë de Landour, qui inclut le cantonnement militaire, elle est considérée comme faisant partie intégrante du « grand Mussoorie », de même que les banlieues de Barlowganj et de Jharipani.

## Géographie
Située dans les contreforts de l'Himalaya, à environ 30 kilomètres de Dehradun, la ville est également connue en tant que « reine des montagnes ».
Située à une altitude moyenne de 2 000 mètres, Mussoorie, avec ses collines vertes, sa flore et sa faune variées, est une station d'altitude remarquable. À la vue des étendues enneigées au nord-est, de la scintillante vallée du Doon et des chaînes de Shiwalik au sud, d'aucuns ont pu dire que la ville présentait une atmosphère de conte de fées aux touristes.

## Démographie
En 2001, la population de Mussoorie est de 26 069 habitants. Les hommes constituent 56 % de la population et les femmes 44 %. Mussoorie a un taux moyen d'instruction de 79 %, plus haut que la moyenne nationale (59,5 %). Le taux d'alphabétisation est de 84 % chez les hommes et de 73 % chez les femmes. À Mussoorie, 10 % de la population a moins de six ans.

## Économie

### Accessibilité
Mussoorie est reliée par la route à Delhi et aux autres grandes villes. Elle est empruntée par les pèlerins se rendant à Yamunotri et Gangotri, lieux de pèlerinage de l'Inde du Nord.
La gare la plus proche est Dehradun. Les taxis conduisant à Mussoorie sont faciles à trouver et des lignes régulières de bus la desservent.

### Établissements
Mussoorie abrite la Lal Bahadur Shastri National Academy of Administration pour les jeunes officiers de l'administration indienne. Ce pittoresque institut est situé à environ trois kilomètres de Gandhi Chowk.
À l'époque coloniale, la ville abritait des écoles pour les enfants de militaires britanniques. Aujourd'hui, il y a beaucoup d'internats dans Mussoorie et sa banlieue Landour.

## Histoire
L'histoire de Mussoorie remonte à 1825 quand le capitaine Young, un officier militaire anglais, ainsi que Shore, le surveillant résident des revenus de Dehradun, ont exploré l'emplacement et conjointement construit un centre de tir, posant les fondations de ce qui allait devenir un centre de vacances réputé.
Le nom de Mussoorie est souvent attribué à une dérivation de « mansoor », un arbuste de la région. La ville était souvent désignée sous le nom de Mansoori par les gens du pays. La rue principale dans Mussoorie s'appelle, comme dans d'autres stations d'altitude, le mall. À Mussoorie, le mall s'étend du palais d'image à son extrémité orientale à la bibliothèque publique (la « bibliothèque ») à son extrémité occidentale. Pendant le Raj britannique, les panneaux de signalisation indiquaient : « Interdit aux chiens et aux Indiens ». De tels panneaux étaient chose commune dans les stations d'altitude, fondées par et pour les Anglais. Motilal Nehru, le père de Jawaharlal Nehru, violait délibérément cette règle chaque fois qu'il venait à Mussoorie et devait payer l'amende. La famille de Nehru, dont Indira, sa fille, la future Indira Gandhi — fréquentaient régulièrement Mussoorie dans les années 1920, 1930 et 1940. Ils séjournaient aussi dans la toute proche Dehradun, ville où la sœur de Nehru, Vijaya Lakshmi Pandit, finit par s'installer.
En avril 1959, fuyant l'occupation chinoise du Tibet, le dalaï-lama établit le gouvernement tibétain en exil à Mussoorie puis à Dharamsala dans l’Himachal Pradesh en 1960. La première école tibétaine a été fondée à Mussoorie en 1960. Les Tibétains s'installèrent dans la Vallée heureuse à Mussoorie. Aujourd'hui, environ 5 000 Tibétains habitent la ville.
De nos jours, Mussoorie est victime de la prolifération des hôtels et des chalets pour touristes, du fait de sa relative proximité avec Delhi, Ambala et Chandigarh. Elle a des problèmes sérieux de ramassage des ordures, souffre de pénurie d'eau et manque de places de stationnement, particulièrement pendant la saison touristique estivale. Landour, Jharipani et Barlowganj sont moins affectées ces problèmes.

## Personnalités liées à la ville
- Germaine Krull y a vécu quelque temps à partir de 1965.
- John Lang (1816-1864), avocat et romancier australien y est mort
- Alice Perrin (1867-1934), romancière britannique, y est née.
- Geoffrey Tozer, pianiste australien, y est né.
- Navnit Parekh Auteur et explorateur indien y a établi un dispensaire inauguré par le Dalaï-Lama en compagnie d'Arnaud Desjardins[1]

## Galerie

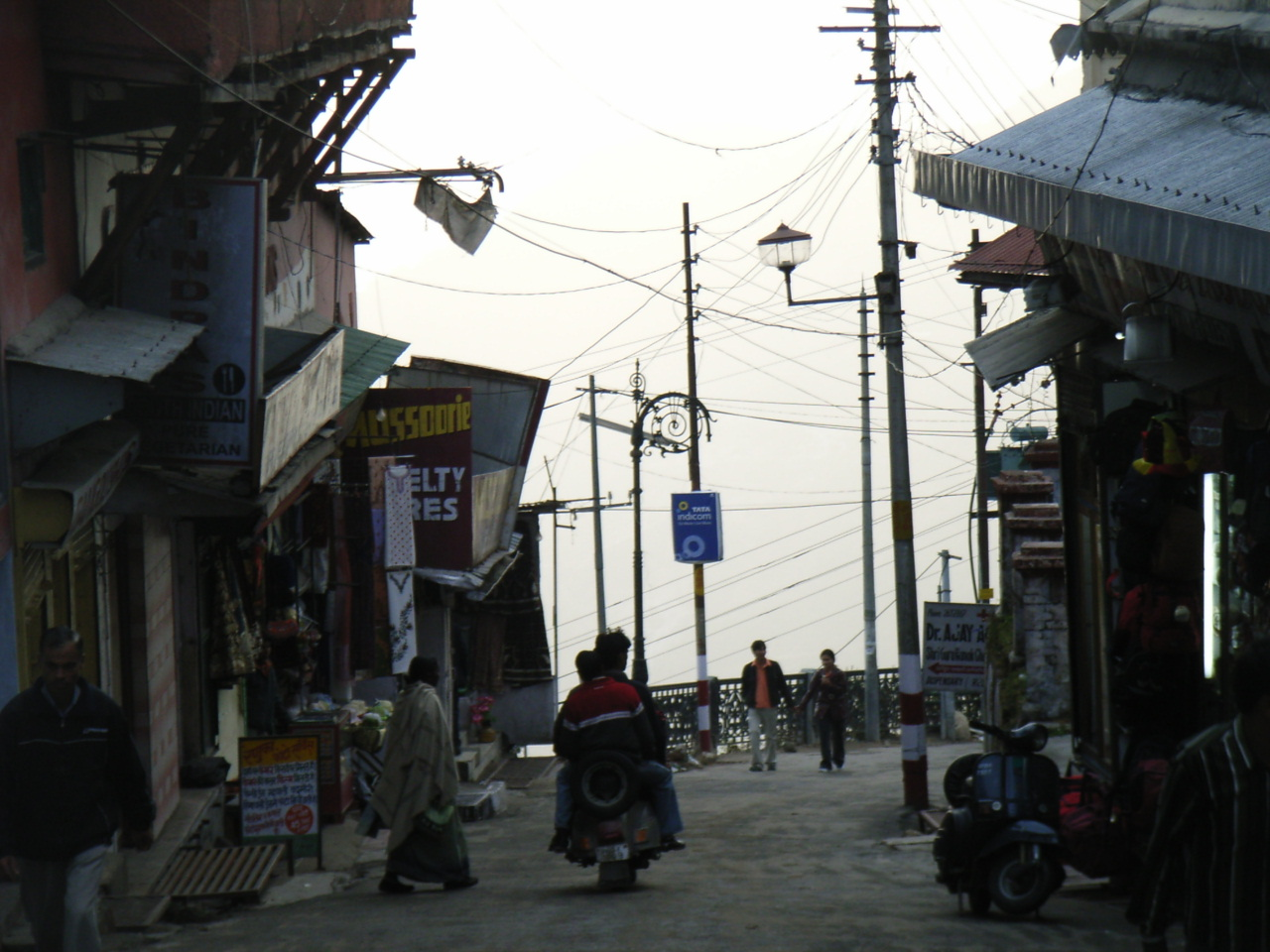
Une rue de Mussoorie.
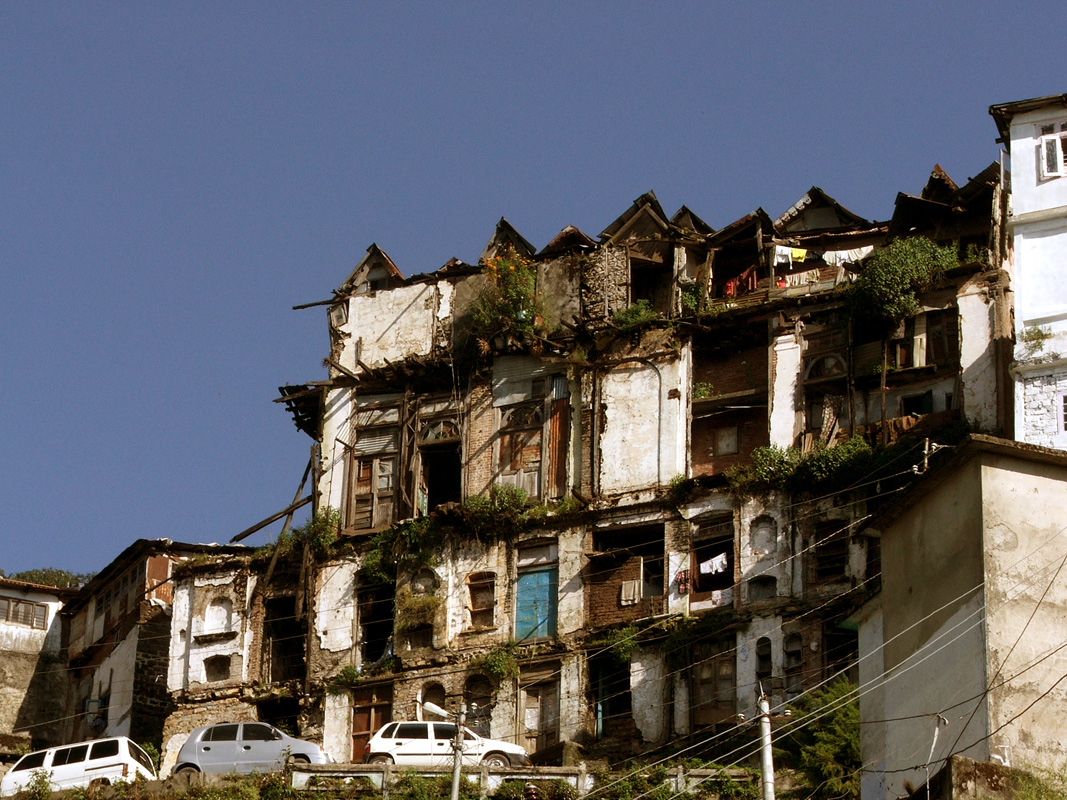
Vieilles maisons.
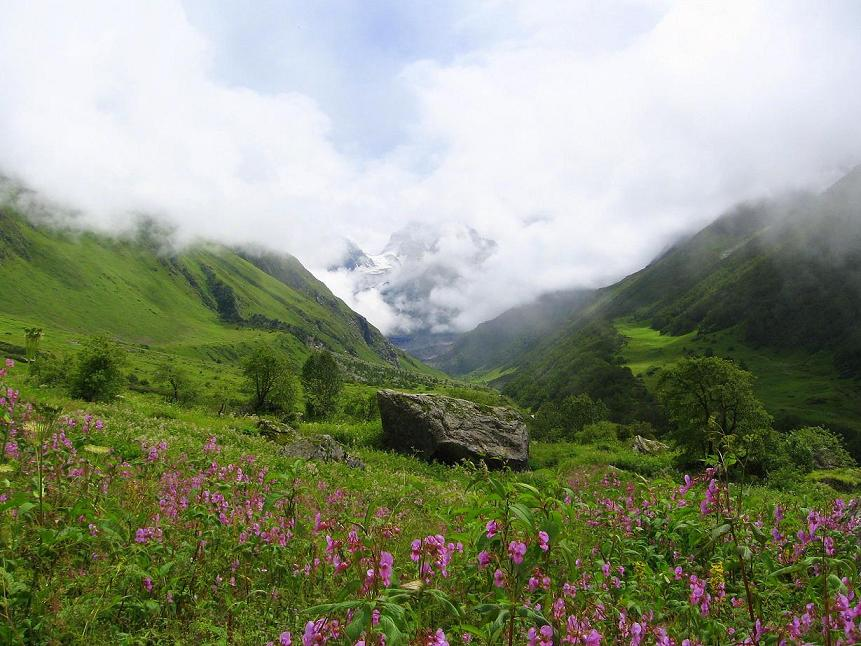
Vallée en fleurs dans l'Uttarakhand.
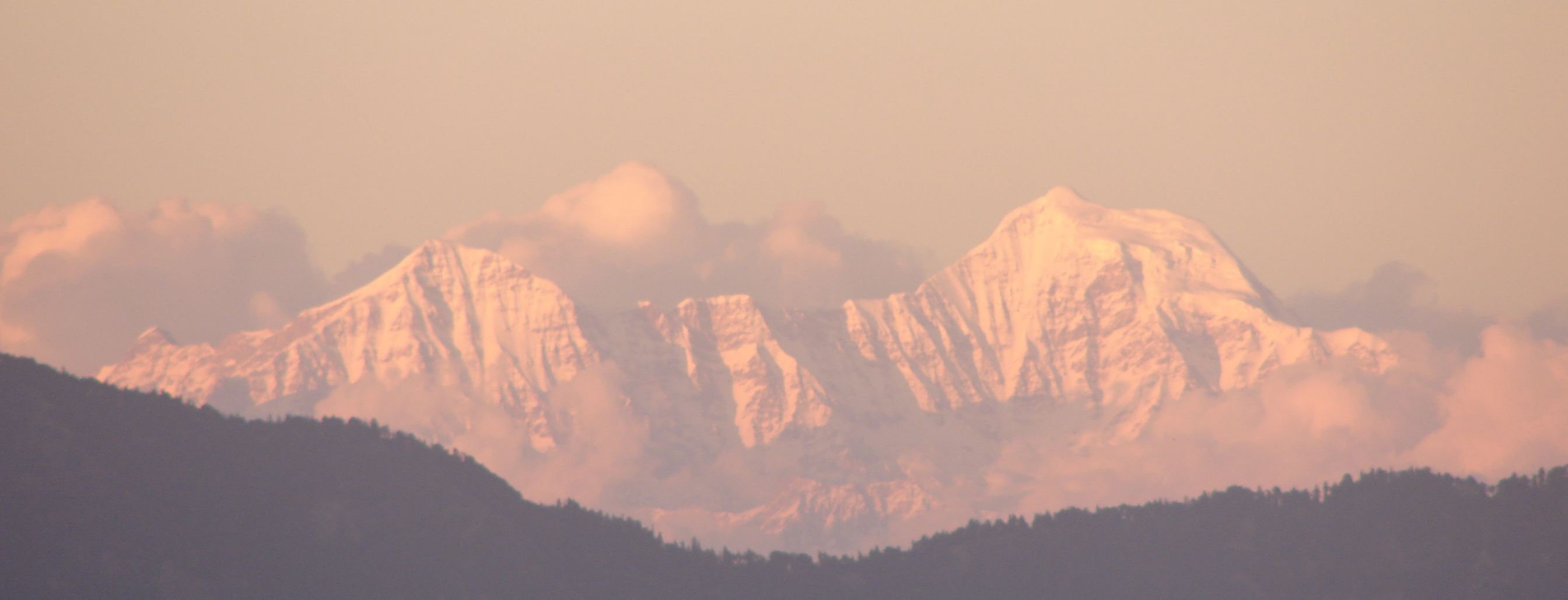
Les Himalayas vus de Mussoorie.